# Monika Szczęśniak
Monika Szczęśniak (ur. 5 marca 1932 w Otalążu) – polska włókienniczka, poseł na Sejm PRL VI kadencji.

## Życiorys
Uzyskała wykształcenie średnie niepełne. W 1949 podjęła pracę w Zakładach Gazów Technicznych i Sprzętu Spawalniczego. Po przeprowadzce do Łodzi, w 1953 została zatrudniona w przemyśle bawełnianym. Od 1955 była prządką w Zakładach Przemysłu Bawełnianego im. Feliksa Dzierżyńskiego. W 1972 uzyskała mandat posła na Sejm PRL w okręgu Łódź-Śródmieście. Zasiadała w Komisji Przemysłu Lekkiego.